# 레이철 그린
레이첼 캐런 그린(Rachel Karen Greene or Green, 1969년 5월생)은 미국의 시트콤 《프렌즈》에 등장하는 인물로, 제니퍼 애니스턴이 연기하였다.

## 배경
레이첼은 제일 첫 에피소드에서 비에 젖은 웨딩드레스를 입고 센트럴 퍼크에 뛰쳐들어오면서 등장한다. 그녀는 센트럴 퍼크에 들어와서 고등학교 이후로 거의 만날 수 없었던 모니카 겔러를 만나게 된다. 레이첼은 모니카와는 달리 고등학교때부터 무척이나 인기가 많았으며, 따라서 남자 관계가 무척이나 복잡하였다.(이는 시즌 전편에 이어서 꾸준히 관찰된다.) 레이첼은 배리 핑클과 결혼하기로 예정되어있었는데, 그녀는 결혼 선물로 받은 그레이비 보트(gravy boat, 그릇의 한 종류)가 배리보다 더 믿음직스럽고 좋음을 깨닫고는 결국 결혼식장에서 탈출하고 만다. 여기에서 레이첼은 청소년기를 정서적으로 완전히 극복해내지 못한 성인 여성으로 그려진다.
레이첼의 부모님은 부유하며 그녀의 뉴욕에서의 삶에 대해서 긍정적이지 않은 태도를 보인다. 그녀의 어머니(마를로 토마스)는 코믹한 속물로 그려지며 그녀의 아이들 다루는 데 있어서의 미숙함은 에마(로스와 레이첼 사이의 딸)를 다루는 데에서 극명하게 드러난다. 그녀의 아버지는 의사로 무척이나 엄격하며 무서우며, 이는 레이첼이 로스와 데이트할 때 잘 보인다.
부잣집 딸들에 대한 일반적인 오해와 달리, 레이첼은 그린 가의 다른 딸들과 달리 무척이나 현실적인 성격을 보인다. 그녀의 여동생 에이미(크리스티나 애플게이트)는 무례하며 충격적일 정도로 재치가 없다. 또 다른 동생, 질(리즈 위더스푼)은 철이 없고 허영심에 사로잡혀 있다.
레이첼의 로스와의 복잡한 관계는 결국 에마라는 딸을 만들어내게 된다. 레이첼의 임신은 피비의 대리모 역할로 인한 임신에 이은 시리즈에서의 두 번째 임신이었다. <프렌즈>는 레이첼이 로스와 다시 시작하는 것으로 끝나게 된다. 그들이 다시 결혼에 성공하는 지의 여부는 <프렌즈>에 나와있지 않으나(시즌 5에서, 그들은 취한 상태로 라스베가스에서 결혼했었다), 시즌 첫부분 번외편에서 조이의 대사, '나의 친구들은 모두 결혼을 하여 안정적으로 가정생활을 시작했다'라는 부분에서 그들의 미래에 대한 암시를 주었다.

## 성격
레이첼의 성격은, 말하자면, 시즌을 거듭할수록 '진화'되어 갔다. 시즌 초기에서의 그녀는 아버지에게 의존하는 철없는 딸의 전형적인 모습으로 그려졌다. 하지만 시즌이 지나가면서, 특히 그녀가 아이를 출산하고 나서부터는 그녀의 자기중심적 사고는 많이 없어진다. 그래도 여전히 그녀는 '이미지'에 대한 가장 강한 애착을 가지고 있으며 이기적인 모습을 보인다. 어릴 적의 그녀는 학교에서 가장 유명하지만 반면 가장 속물적인 여자아이로 묘사가 되며, 그녀의 전 남편인 브래드 피트는 프렌즈에 게스트로 출연하여 고등학교때의 그녀에게 가졌던 악감정을 계속 가지고 그녀에게 짓궃은 장난을 하는 맞수로 나온 적이 있다.
이미지를 중시하는 그녀는 학창시절에 코 성형수술을 했다. 과거 회상 에피소드들은 고등학생 때의 레이첼이 훨씬 더 큰 코를 가지고 있었음을 보여준다. 수술은 필요에 의한 것이었다기보단 외모를 위한 것이었고 그녀의 동생 에이미는 이에 대해 "에마가 너의 진짜 코를 달고 나올지도 모른다는 걱정은 해본 적이 없어?"라고 말하며 비꼰다. 센트럴 퍼크에서 웨이트리스를 하다가, 그녀는 '자신이 관심있어 하는 패션계의 일을 하는 게 어떨까'라는 친구들의 조언에 용기를 얻어 결국 패션계로 진출하게 된다.

## 직업
그녀는 한때 센트럴 퍼크에서 웨이트리스 역할을 한다. 하지만 그녀의 웨이트리스 일은 형편없었고 그녀는 매일 커피숍에 앉아서 친구들과 수다를 떤다. 한 에피소드에서는, 친구가 이야기를 하는데 다른 손님이 커피를 가져다달라고 하자 무척이나 귀찮은 듯이 다른 손님에게 저 손님에게 커피를 가져다주라고 시키기까지 한다. 시즌 3에서 조이와 챈들러는 레이첼에게 웨이트리스 일을 그만두고 패션계의 일을 하는 게 어떻겠냐고 제안한다. Fortunata Fashions에서 처음에 그녀는 개인보조로 일을 하다가 나중에는 블루밍데일에서 동료 마크의 도움으로 보조 바이어로서 일하게 된다. 하지만 마크가 떠나고 그녀의 상사가 죽게 되자 그녀의 부서는 없어지게 되고 결국 개인들의 옷을 골라주는 일을 하게 된다. 나중에는 그녀는 랄프 로렌에서 또 다시 새로운 직장생활을 하게 된다. 그녀는 랄프 로렌에서 조수인 태그와 사귀게 된다. 마지막 시즌에서 그녀는 구찌의 면접을 보는 것을 직장 상사에게 들켜서 해고당하게 된다. 나중에 또 다시 마크의 도움으로 루이 비통에서의 일을 할 수 있는 기회가 주어지고 그녀는 그것을 받아들인다. 로스는 이에 대해서 비통하게 여기고 그녀를 가지 못하게 막으려 한다. 피비의 도움으로 로스는 레이첼이 떠나기 전에 자신의 사랑한다는 감정을 말하게 되고 레이첼 역시 로스를 사랑한다는 것을 깨닫고는 뉴욕에 머무르기로 한다.

## 성씨
레이첼의 성씨를 쓰는 데에 있어서, 일관성이 존재하지 않아 약간의 혼란이 발생한다. 크레딧이 올라갈 때 그녀의 부모님의 성씨는 "Green"으로 표시된다. 하지만 시리즈 안에서 그녀의 이름은 "Greene"으로 표시되기도 한다. 로스가 레이첼에게 청첩장을 쓸 때 그 위에 적힌 이름은 "Rachel Greene"이었다. 그녀의 사무실 명패에 적힌 이름 역시 "Greene"이다.
DVD의 자막 역시 혼란을 부추긴다. 시즌 초기에는 그린을 'Greene'으로 표기하다가, 시즌의 후반부에 이르면 그린을 'Green'으로 표기하게 된다.

## 같이 보기
- 프렌즈